# Авъл Буций Лапий Максим
Авъл Буций Лапий Максим (на латински: Aulus Bucius Lappius Maximus) e римски политик и сенатор в края на 1 век.
Лапий Максим е през 83/84 г. проконсул на провинция Витиния и Понт. От септември до декември 86 г. той e суфектконсул. След това e легат на провинция Долна Германия (87/88 – 89/90). Като такъв потушава бунта на легата на провинция Горна Германия Луций Антоний Сатурнин и изгаря според Дион Касий документите за привържениците му. След това е легат на провинция Сирия, където е най-силната войска на изток (90/91 – 93). От май до август 95 г. e за втори път суфектконсул. През 102 г. e понтифекс.